# Râul Vaidei, Mureș
Râul Vaidei este un curs de apă, afluent al râului Mureș.  